# أيك (جريدة)
أيك (باللغة الأرمنية Այգ أي الفجر) كانت جريدة لبنانية باللغة الأرمنية تصدر في بيروت، لبنان خمس مرات أسبوعيا من الإثنين إلى الجمعة، وهي جريدة أرمنية مستقلة غير تابعة لأي حزب أرمني. أسس الجريدة الزوجين ديكران ولوسي توسباط عام 1953 واستمرت بالصدور حتى عام 1975 برئاسة تحرير السيدة لوسي توسباط، في حين أن الزوج ديكران توسباط كان يدير جريدة «لو سوار» باللغة الفرنسية (Le Soir).
باع توسباط رخصة الجريدة في السبعينات إلى مجموعة Monday Morning الصحفية حيث أصدرتها كجريدة يومية باللغة الإنكليزية تحت اسم Ike بتغيير تهجئة الاسم. وتوقفت Ike عن الصدور نهائيا بسبب الخسائر المتراكمة، وبسبب المنافسة الشديدة لجريدة ذا ديلي ستار الأقدم والأكثر انتشارا.